# Édouard Le Bellégou
Édouard Le Bellégou est un homme politique français, né le 20 décembre 1903 à Toulon où il est décédé le 5 décembre 1972 à la suite d'un accident de voiture sur la route de La Farlède.

## Biographie
Né dans le Var, Édouard Le Bellégou a pourtant des origines bretonnes. Son père, officier dans la Marine, a également été conseiller municipal, lors du mandat d'Émile Claude, du 10 décembre 1919 au 19 mai 1929. 
Après des études secondaires à Toulon, et une licence en droit, il devient avocat. Lors de sa carrière judiciaire, il est élu membre du Conseil de l'Ordre le 7 janvier 1945, et devient bâtonnier du barreau de Toulon en 1950 et en 1951. 
Socialiste, il fut respecté pour être un homme tolérant, attaché aux valeurs de la république tout en étant un libre penseur.
Une avenue du nouveau quartier de la Rode à Toulon et une avenue à Garéoult portent son nom.

## Carrière politique

### Maire de Toulon
Édouard Le Bellégou a participé à plusieurs reprises à la vie locale de Toulon, en tant que conseiller municipal de Toulon en 1947, 1949, 1953, 1955 et 1959. Il est élu maire de maire de Toulon le 7 mai 1953. 
Le conseil municipal est dissous le 29 mars 1955 et est remplacé par une délégation spéciale. Il est réélu le 2 juin 1955 et travaillera activement jusqu'au 21 mars 1959 à développer la ville de Toulon. Il favorisera l'installation de l'Évêché et inaugurera le centre de transfusion sanguine de l'avenue Lazare-Carnot. Il s'est également attaqué aux projets de l'hôpital, de l'hôtel de Ville, aux transports et aux écoles.

### Conseiller général du Var
Édouard Le Bellégou est élu conseiller général en 1951 et est réélu en 1958. Lors de son second mandat, en 1959, il devient vice-président du conseil général.

### Sénateur du Var
Édouard Le Bellégou est élu sénateur le 26 avril 1959 et est réélu le 22 septembre 1968. Il décède au cours de son second mandat dans un accident de la route.